# Cyrtophora cylindroides
Cyrtophora cylindroides là một loài nhện trong họ Araneidae.
Loài này thuộc chi Cyrtophora. Cyrtophora cylindroides được Charles Athanase Walckenaer miêu tả năm 1842.

## Các phân loài
- Cyrtophora cylindroides scalaris, Strand, 1915